# Campeonato Paulista de Futebol de 1981 - Segunda Divisão
O Campeonato Paulista de Futebol de 1981 - Segunda Divisão foi a 35.ª edição do torneio promovida pela Federação Paulista de Futebol, e equivaleu ao segundo nível do futebol no estado de São Paulo. O Santo André conquistou seu segundo título da competição, e também o acesso para o Campeonato Paulista de 1982.

## Forma de disputa
- O campeonato foi dividido em 2 turnos, composto por duas fases em cada turno, disputado da seguinte forma:

Primeira fase: 4 grupos de 7 times se enfrentam em turno e returno, com os 4 melhores de cada grupo classificando-se para o Octogonal Decisivo.
Octogonal Decisivo: Os 16 classificados são divididos em 2 grupos, disputado por pontos corridos em turno e returno. O campeão de cada grupo garante vaga na semifinal.
- Fase final:

Semifinal: Os campeões do Octogonal Decisivo dos Grupos Norte e Sul podem variar entre 2 e 4 equipes. Caso algum time vença esta fase duas vezes, garante-se automaticamente na final. Se os campeões dos turnos for diferente, haverá semifinal para decidir o classificado para a decisão.